# 本特米爾斯 (馬里蘭州)
本特米爾斯（英語：Burnt Mills）是位於美國馬里蘭州蒙哥馬利縣的一個普查規定居民點。

## 人口
根據2020年美國人口普查的數據，本特米爾斯的面積為2.16平方千米，當中陸地面積為2.16平方千米，而水域面積為0.00平方千米。當地共有人口3592人，而人口密度為每平方千米1,662.96人。